# Наукові записки Тернопільського національного педагогічного університету імені Володимира Гнатюка
«Наукові записки Тернопільського національного педагогічного університету імені Володимира Гнатюка» — українське фахове видання Тернопільського національного педагогічного університету імені Володимира Гнатюка.
Виходять у п'яти серіях — «Біологія», «Географія» (обидві — від 1997), «Мовознавство», «Історія» (обидві — від 1998), «Педагогіка» (від 1999) — двічі на рік (окрім «Біологія» — тричі) накладом 300 примірників («Мовознавство» — 100 примірників). Видаються українською, російською та англійською мовами.
Рубрики серії «Біологія» (гол. ред. — Н. Дробик):
- «Ботаніка», «Біотехнологія», «Біохімія», «Екологія», «Морфологія та фізіологія людини і тварини», «Історія науки. Персоналії», «Гідробіологія»;

Рубрики серії «Географія» (гол. ред. — Л. Царик):
- «Історія та методологія географії», «Фізична географія», «Економічна та соціальна географія», «Рекреаційна географія і туризм», «Конструктивна географія та геоекологія», «Раціональне природокористування і охорона природи».

Рубрики серії «Мовознавство» (гол. ред. — Т. Вільчинська):
- «Історія мови», «Ономастика», «Лінгвістика тексту», «Лексикологія», «Граматика», «Рецензія», «Когнітивна лінгвістика».

Рубрики серії «Історія» (гол. ред. — І. Зуляк):
- «Історія освіти», «Історіографія» «Джерелознавство», «Методологія», «Історія культури», «Етнологія», «Етнографія», «Історія України», «Всесвітня історія та міжнародні відносини», «Історія релігії та міжконфесійних взаємин», «Історична бібліографістика», «Релігієзнавчі студії».

Рубрики серії «Педагогіка» (гол. ред. — Г. Терещук):
- «Методологія педагогічного пізнання», «Педагогічна наука у міждисциплінарному вимірі», «Інноваційні моделі розвитку сучасних освітніх систем», «Моніторинг якості освіти і педагогічна діагностика», «Психологія освіти та педагогічне консультування», «Сучасні інформаційно-комунікаційні технології (ІКТ) в освіті», «Сучасні інтерактивні методи навчання», «Спеціальна та інклюзивна освіта в Україні і за кордоном», «Професійне самовизначення та соціалізація молоді», «Менеджмент освіти» та інші.